# Anacamptodes dataria
Anacamptodes dataria là một loài bướm đêm trong họ Geometridae.